# District de Qiaokou
Le district de Qiaokou (硚口区 ; pinyin : Qiáokǒu Qū) est une subdivision administrative de la province du Hubei en Chine. Il est placé sous la juridiction de la ville sous-provinciale de Wuhan.